# ماسلوویتسه
ماسلوویتسه (به چکی: Máslovice) یک منطقهٔ مسکونی در جمهوری چک است که در ناحیه پراگ-شرق واقع شده‌است. ماسلوویتسه ۳٫۱۰ کیلومتر مربع مساحت و ۲۸۷ نفر جمعیت دارد و ۲۶۵ متر بالاتر از سطح دریا واقع شده‌است.